# Couvent des Bénédictines (Vimoutiers)

Le couvent des Bénédictines est un ancien établissement religieux situé à Vimoutiers, en France.

## Localisation
Cet ancien couvent est situé dans le département français de l'Orne, rue du Vieux-Couvent avec une façade sur la rue du Perré, à Vimoutiers.

## Historique
Le bâtiment sud-est date en partie du XVIe siècle.

## Architecture
Les façades et les toitures du pavillon à pan de bois du XVIe siècle et l'escalier en vis sont inscrits au titre des monuments historiques depuis le 17 décembre 1985. Cette partie correspond au sud-est de l'ensemble du couvent, avec façade sur la rue Perré.